# Peter Manfred Wolf
Peter Manfred Wolf (* 27. Juni 1958 in Hamburg) ist ein deutscher Komponist und Hochschullehrer.

## Werdegang
Wolf erhielt Unterricht in Musiktheorie und Gehörbildung bei dem aus der Hindemith-Schule hervorgegangenen Komponisten und Dirigenten Artur Grenz. An der Musikhochschule Lübeck studierte er Schulmusik, Musiktheorie (Roland Ploeger), Klavier (Peter Roggenkamp) und Komposition (Roland Ploeger, Friedhelm Döhl) und im Anschluss daran Musikwissenschaft an der Universität Hamburg. Außerdem absolvierte er ein Aufbaustudium Komposition bei Wolfgang Rihm an der Staatlichen Hochschule für Musik Karlsruhe.
Von 1988 bis 1995 war er hauptamtlicher Dozent für Musiktheorie/Tonsatz an der Hochschule für Musik Detmold/Abteilung Dortmund. 1995 trat er die Professur für Musiktheorie/Tonsatz und Komposition an der Hochschule für Musik und Theater Rostock an. Hier war er von 2004 bis Oktober 2012 zudem als Prorektor für Studium und Lehre tätig. Zu seinen Schülern gehören Benjamin Lang, Sven Daigger und Caspar de Gelmini.
Peter Manfred Wolf hat Festivals und Projekte zum Thema Neue Musik („Tage der offenen Tür“, „Contra-Punkte“ u. a.) initiiert und geleitet, darunter das seit 2004 stattfindende Festival „Brücken – Neue Musik in Mecklenburg-Vorpommern“ an der Hochschule für Musik und Theater Rostock.
Peter Manfred Wolfs Werkverzeichnis umfasst szenische Werke, Orchester- und Kammermusik der unterschiedlichen Besetzungen sowie Vokalmusik und Solo-Werke.

## Werke (in Auswahl)
- Klavierstück I (1982/83)
- …non troppo… für Klavier (1990)
- VERÄUßERT für Klavier Solo (1991)
- Ab-UmBruch ... Fragment. Szenenfolge für Klavier (1993)
- Cantilena sacra ... Cantilena sacra für Orgel (1994)
- VERSANGLICHT für Oboe, Violine, Viola und Violoncello (1995)
- end-grenzt … Spiel für Violoncello Solo (1998)
- Ritual III – Spielraum für Orchester (2002)
- Skizze – Hiob-Material für Horn Solo (2006)
- Dreaming. Hiob-Material I für Blechbläserquintett (2006)
- Übers Meer – Hiob-Material II für Flöte, Klarinette, Klavier, Violine, Viola und Violoncello (2006)
- Tracks für Klavier zu vier Händen (2007)
- .… Fern. für Sopran, Oboe, Violine und Klavier nach einem Text von Frido Mětšk (deutsch von Kito Lorenc) (2007)
- Lamento für Sopran und Kammerensemble (2007)
- Terrain für Streichorchester (2010)
- Ins Dunkle. Fünf Albumblätter für Violine und Orgel (2012)
- Hiob. Material für Orchester (2014)

## Publikationen von Peter Manfred Wolf
- Techniken der musikalischen Analyse. Entwickelt und dargestellt anhand ausgewählter Beispiele, Hagen 1992.
- Überlegungen zur Stellung und Wirkung von Komposition und Musiktheorie im Hochschulalltag, in: Glücksmomente. Zur Einweihung des neuen Hauses der Hochschule für Musik und Theater Rostock, hg. von Wilfried Jochims, Rostock 2001, S. 65–73. ISBN 3-86167-113-1
- Festivalplanung: Prozesse und Risiken, gemeinsam mit Birger Petersen, in: Culture Entrepreneurship – Der Künstler als Unternehmer. Dokumentation der 5. Ringvorlesung zu Unternehmertum und Regionalentwicklung, hg. von Gerald Braun und Martin French, Berlin 2010, S. 218–298.

## Publikationen über Peter Manfred Wolf
- Benjamin Lang und Marinus Jan Ruesink (Hg.), „von Webern durchdrungen“. Der Komponist Peter Manfred Wolf, Berlin 2024, ISBN  9783733333027.